# Pertosse
La pertosse, nota anche come tosse dei 100 giorni, è una malattia infettiva batterica altamente contagiosa. Inizialmente i sintomi sono solitamente simili a quelli del raffreddore comune, presentandosi con un naso che cola, febbre e tosse lieve a cui seguono settimane caratterizzate da attacchi più forti. A seguito di un attacco di tosse, si può ascoltare un suono acuto o un sibilo quando la persona inspira. La tosse può durare per 10 o più settimane, da qui la definizione "tosse dei 100 giorni". Una persona può avere una tosse così forte che arriva fino a vomitare, alla frattura delle coste o a sperimentare una grande stanchezza per lo sforzo. I bambini con una età inferiore all'anno possono presentarsi con poca o nessuna tosse e invece avere periodi in cui non riescono a respirare. Il periodo di tempo che intercorre tra l'infezione e la comparsa dei sintomi è di solito variabile tra i sette e i dieci giorni. La malattia può verificarsi anche in coloro che sono stati vaccinati, ma in questo caso i sintomi sono in genere più lievi.
La pertosse è causata dal batterio gram-negativo e cocco-bacillo Bordetella pertussis. Si tratta di una malattia che si diffonde facilmente per via aerea attraverso tosse e starnuti di una persona infetta. Le persone risultano infettive dall'inizio dei sintomi fino a circa tre settimane dalla fine delle crisi di tosse. I casi trattati con antibiotici non risultano più infettivi dopo cinque giorni. La diagnosi viene formulata prelevando un campione preso dal naso e dalla gola e analizzandolo grazie alla reazione a catena della polimerasi o mettendolo in coltura.
La prevenzione avviene principalmente con la vaccinazione, grazie al vaccino della pertosse. L'immunizzazione iniziale è raccomandata tra le sei e otto settimane di età, con quattro dosi da somministrare nei primi due anni di vita. Il vaccino diventa meno efficace nel tempo e sono pertanto raccomandate ulteriori dosi per i bambini più grandi e gli adulti. Gli antibiotici possono essere utilizzati per prevenire la malattia in coloro che sono stati esposti e che sono a rischio di contrarre una condizione grave. In quelli con la malattia, il trattamento antibiotico risulta utile se iniziato entro tre settimane dopo i sintomi iniziali, altrimenti risulta poco efficace nella maggior parte delle persone. Nei bambini con meno di un anno di età e tra le donne in stato di gravidanza gli antibiotici vengono raccomandati entro sei settimane dall'inizio dei sintomi. Gli antibiotici utilizzati includono l'eritromicina, l'azitromicina o il trimetoprim-sulfametossazolo. Prove a sostegno dell'efficacia dei farmaci per la tosse sono scarse. Molti bambini di meno di un anno di età richiedono l'ospedalizzazione.
Si stima che circa 16 milioni di persone nel mondo siano infettate ogni anno. La maggior parte dei casi si verificano nel mondo in via di sviluppo e le persone di tutte le età possono essere colpite. Nel 2013, la pertosse ha causato 61 000 decessi, in calo dai 138 000 decessi registrati nel 1990. Quasi il 2% dei bambini infetti con meno di un anno di età muore. Epidemie di pertosse sono state descritte per la prima volta nel XVI secolo. Il batterio che causa l'infezione è stato scoperto nel 1906 e il vaccino è disponibile a partire dal 1940.

## Storia

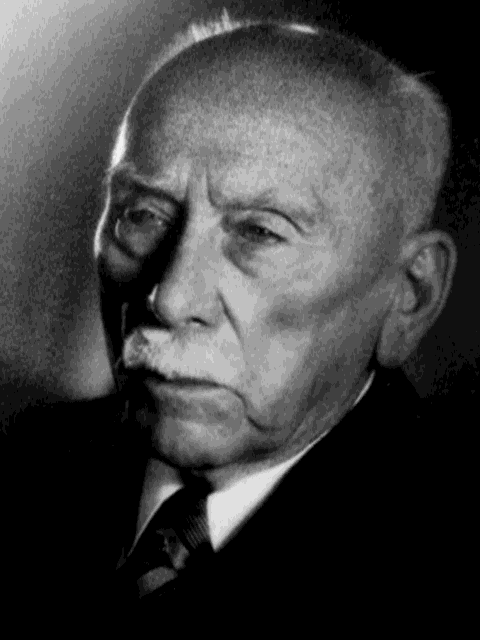
Jules Bordet

Il B. pertussis è stato scoperto nel 1906 da Jules Bordet e Octave Gengou, i quali svilupparono anche il primo vaccino. Gli sforzi per sviluppare un vaccino a cellula intera inattivato cominciarono subito dopo la scoperta del batterio. Nel 1920, Louis Sauer perfezionò il vaccino durante il suo lavoro all'Evanston Hospital. Nel 1925, il medico danese Thorvald Madsen fu il primo a testare il vaccino a cellula intera su larga scala. Madsen lo utilizzò per controllare le epidemie nelle Isole Faroe nel Mare del Nord.
Nel 1942, gli scienziati statunitensi Grazia Eldering, Loney Gordon e Pearl Kendrick combinarono il vaccino contro la pertosse a cellula intera con le tossine della difterite e del tetano per generare la prima combinazione di vaccini, denominata "DTP". Per ridurre al minimo gli effetti collaterali frequenti causati dal componente della pertosse, lo scienziato giapponese Yuji Sato sviluppò un vaccino acellulare costituito da emoagglutinine purificate secrete dal B. pertosse. Questo vaccino è stato utilizzato in Giappone a partire dal 1981. Le versioni successive del vaccino acellulare in altri paesi consistevano di componenti definiti aggiuntivi del B. pertosse e sono stati spesso parte del vaccino combinato DTaP.

## Epidemiologia
14-23
     25–50
     50–75
     75–100
     100–150
     150–200
     200–300
     300–400
     400–500
     500–600
     600–700
     ≥ 700

Disability-adjusted life year per la pertosse per 100000 abitanti.
14-23
25–50
50–75
75–100
100–150
150–200
200–300
300–400
400–500
500–600
600–700
≥ 700

In tutto il mondo, la pertosse colpisce circa 48,5 milioni di persone ogni anno. Nel 2013, la malattia ha causato 61 000 decessi, un dato in forte diminuzione dai 138 000 registrati nel 1990. Tuttavia, il numero è ancora elevato vista la copertura con i vaccini DTP e DTaP. La pertosse è una delle principali cause di morti prevenibili con vaccini in tutto il mondo. Circa il 90% di tutti i casi si verifica nei paesi in via di sviluppo.
Prima dell'avvento dei vaccini, una media di 178 171 casi venivano segnalati negli Stati Uniti, con picchi registrati ogni due - cinque anni; più del 93% dei casi colpiva bambini sotto i 10 anni di età. L'incidenza reale era probabilmente molto più alta. A seguito delle vaccinazioni introdotte a partire dagli anni 1940, l'incidenza è scesa drasticamente a meno di 1 000 casi registrati nel 1976. I tassi di incidenza sono tornati ad aumentare a partire dal 1980. Nel 2012, si sono registrati 41 880 casi negli Stati Uniti, il più alto valore dal 1955, quando se ne contarono 62 786
In Canada, il numero di infezioni da pertosse varia tra i 2 000 ei 10 000 casi segnalati annualmente negli ultimi dieci anni ed è la malattia prevenibile tramite vaccino più comune di Toronto.
Nel 2009, l'Australia ha registrato una media di 10 000 casi l'anno e il numero risulta in aumento. A partire dal 2004, gli episodi di pertosse negli adulti statunitensi sono aumentati in modo significativo.

## Eziologia
Normalmente, la trasmissione della malattia avviene per contagio per via respiratoria (muco o saliva espulsi con la tosse o gli starnuti). La Bordetella pertussis non ha resistenza nell'ambiente esterno, ma trova il suo habitat naturale nella mucosa delle vie respiratorie, laringe e faringe, dove cresce e si moltiplica. La pertosse può colpire individui di tutte le età, ma la sua manifestazione è più frequente nei bambini dai 2 agli 8 anni.

## Quadro clinico
Si sviluppa in 3 stadi:
- Stadio catarrale: I primi sintomi iniziano a comparire tra i 6 e i 20 giorni dopo l'infezione con una fase catarrale che coinvolge le alte vie respiratorie, in assenza di febbre e con tosse secca moderata (in particolare, notturna) che, pian piano, aumenta d'intensità e di frequenza.
- Stadio convulsivo: i sintomi appaiono dopo circa due settimane, con accessi di tosse violenti, che durano dalle 2 alle 4 settimane. La laringe viene stretta in uno spasmo, l'aria, passandovi, crea un rumore alto e stridente, che caratterizza la malattia nel linguaggio popolare: tosse canina, asinina o ferina. Le crisi sopraggiungono soprattutto di notte e spesso si accompagnano a vomito.
- Stadio della convalescenza: dopo le 4-9 settimane gli episodi di tosse diminuiscono di intensità e di frequenza, fino alla guarigione completa. La pertosse lascia uno stato di immunità non permanente.

## Trattamento
Gli antibiotici eritromicina, claritromicina o azitromicina sono, generalmente, il trattamento raccomandato. . Il cotrimossazolo può essere utilizzato nei soggetti con allergie ai farmaci di prima scelta o nei bambini che hanno un rischio di stenosi pilorica da macrolidi.
Generalmente si consiglia di trattare i pazienti di età superiore ad 1 anno entro le 3 settimane dall'insorgenza della tosse, mentre quelli di età inferiore e le donne in gravidanza entro 6 settimane. Se la diagnosi viene formulata in ritardo, gli antibiotici non alterano il corso della malattia. Quando gli antibiotici vengono utilizzati precocemente la contagiosità diminuisce e quindi si previene la diffusione. Gli antibiotici a breve termine (azitromicina per 3-5 giorni) sono efficaci come il trattamento a lungo termine (eritromicina per 10-14 giorni) per eliminare B. pertosse con effetti collaterali minori.
Le persone con pertosse sono contagiose fin dall'inizio della fase catarrale (naso che cola, starnuti, febbricola e sintomi del raffreddore comune) fino alla terza settimana dopo l'insorgenza dei parossismi (tosse multipla e rapida) o fino a 5 giorni dopo l'inizio del trattamento antimicrobico efficace.
Trattamenti efficaci per la tosse associata a questa condizione non sono stati sviluppati.

## Diagnosi

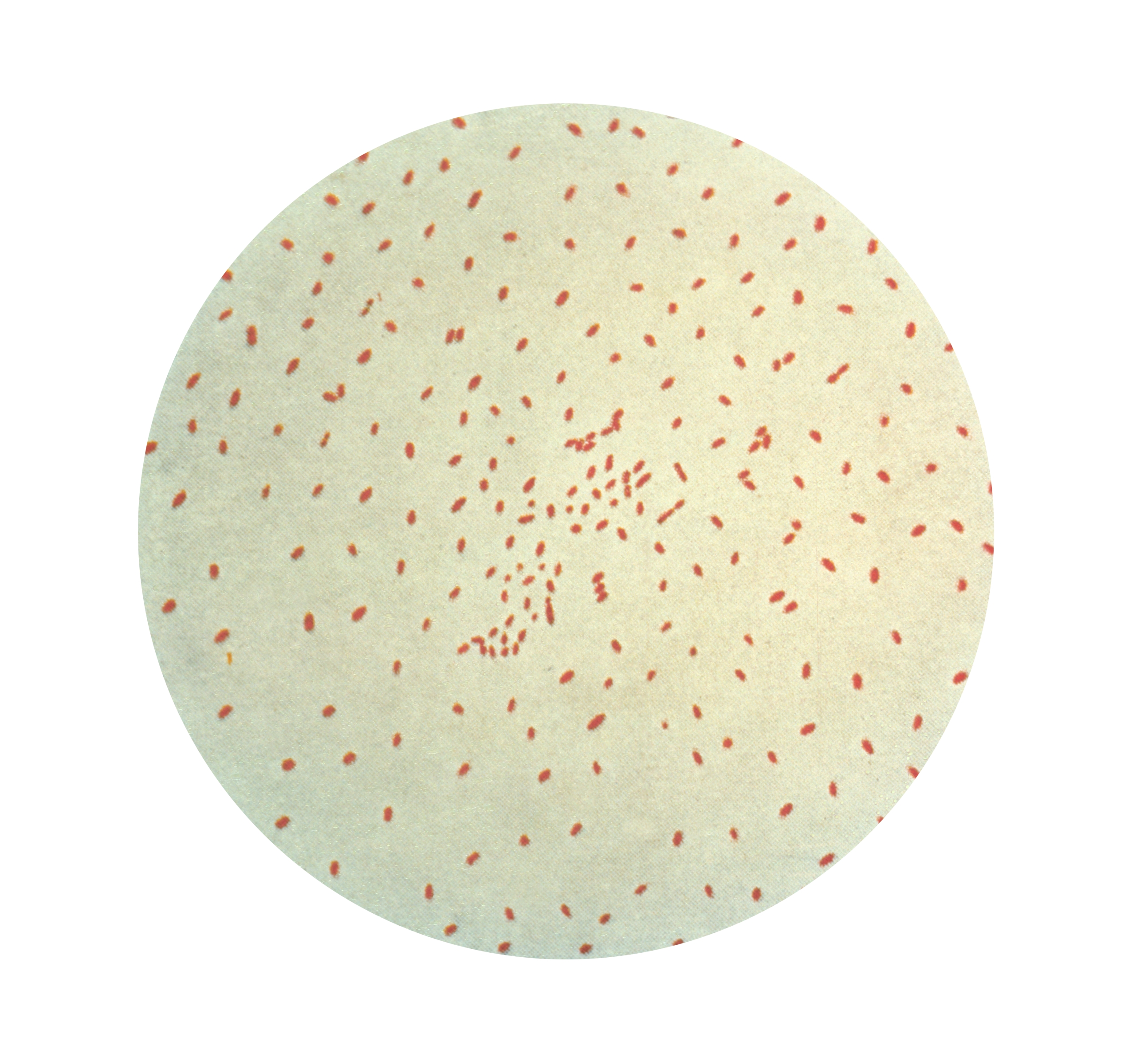
Colorazione di Gram del Bordetella pertussis

Solitamente viene prescritto un emocromo completo. La linfocitosi è un indizio diagnostico per la pertosse, anche se non è specifica.
I metodi utilizzati nella diagnosi di laboratorio includono la coltura di tamponi nasofaringei su un terreno nutritivo, con la reazione a catena della polimerasi (PCR), immunofluorescenza diretta (DFA) e metodi sierologici (ad esempio il test di fissazione del complemento). I batteri possono essere riscontrati sul paziente solo durante le prime tre settimane della malattia, rendendo la coltura e la DFA inutili dopo questo periodo, anche se la PCR può avere qualche utilità limitata per altre tre settimane.
Per la maggior parte degli adulti e degli adolescenti, che spesso non cercano cure mediche fino a diverse settimane dalla loro malattia, la sierologia può essere usata per determinare se l'anticorpo contro la pertosse, la tossina o un altro componente del B. pertussis sia presente ad alti livelli nel sangue del paziente.

## Prognosi
Complicanze comuni includono polmonite, encefalopatia, mal d'orecchio e convulsioni. La maggior parte degli adolescenti e degli adulti, generalmente in salute, recuperano pienamente dopo un episodio di pertosse, ma coloro con patologie pregresse presentano un rischio maggiore di morbilità e mortalità.
L'infezione nei neonati è particolarmente grave. La pertosse è fatale in circa l'1,6% dei bambini statunitensi sotto un anno di età ed inoltre hanno anche maggiori probabilità di sviluppare complicanze, come ad esempio: polmonite (20%), encefalopatia (0,3%), convulsioni (1%), ritardo di crescita e morte (1%), per via della capacità del batterio di sopprimere il sistema immunitario. La pertosse può causare grave ipossia  e il 50% dei bambini ricoverati in ospedale soffre di apnee. I decessi segnalati dovuti alla pertosse nei neonati sono aumentati sostanzialmente tra il 1990 e il 2010.

## Prevenzione
Il metodo principale di prevenzione per la pertosse è la vaccinazione. L'evidenza non è sufficiente per determinare l'efficacia degli antibiotici in coloro che sono stati esposti, ma sono senza sintomi. Il trattamento antibiotico preventivo, tuttavia, è ancora utilizzato in coloro che sono stati esposti e sono ad alto rischio di contrarre una malattia grave (ad esempio neonati con una grave patologia polmonare o cardiaca che sono a contatto con persone infette). Questa chemioprofilassi avviene normalmente con eritromicina.

### Vaccinazione
I vaccini contro la pertosse sono efficaci e sono raccomandati da parte dell'Organizzazione mondiale della sanità e dai Centri per la prevenzione e il controllo delle malattie, per l'uso routinario. Si stima che nel 2002 il vaccino abbia salvato mezzo milione di vite.
Il vaccino acellulare multicomponente è efficace tra il 71% e l'85% dei casi con risultati migliori per i ceppi più gravi. Nonostante la vaccinazione su larga scala, la pertosse non è ancora estinta, ma è oggi considerata "una delle malattie prevenibili tramite vaccino più comuni nei paesi occidentali". La crescita delle epidemie di pertosse del XXI secolo è attribuita a una combinazione di immunità calante e mutazioni batteriche che eludono i vaccini.
L'immunizzazione non conferisce un'immunità permanente; uno studio del CDC del 2011 ha indicato che la protezione può durare solo da tre a sei anni. Ciò riguarda l'infanzia, che è il periodo di maggiore esposizione e di maggior rischio di morte per la malattia.
L'infezione induce una incompleta immunità naturale che svanisce nel tempo. Uno studio del 2005 ha affermato che le stime della durata dell'immunità acquisita a seguito dell'infezione varia dai 7 ai 20 anni e i diversi valori potrebbero essere dovuti alle differenze dei ceppi di B. pertosse, ai diversi sistemi di sorveglianza sanitaria e alle differenti definizioni dei casi. Lo studio ha, inoltre, evidenziato che l'immunità protettiva dopo la vaccinazione diminuisce dopo 4-12 anni. Le leggi di esenzione dalla vaccinazione sembrano aumentare i casi.